# Robert Serra
Robert Serra Aguirre (Maracaibo, 16 de enero de 1987-Caracas, 1 de octubre de 2014) fue un abogado, criminólogo y político venezolano, diputado a la Asamblea Nacional de Venezuela por el Partido Socialista Unido de Venezuela (PSUV). 
Egresado de la Universidad Católica Andrés Bello y con un posgrado en criminalística, fue concejal juvenil en el Cabildo infantil y Juvenil del municipio Libertador, asumiendo la presidencia; posteriormente creó y presidió el Movimiento Avanzada Revolucionaria, constituido por jóvenes. Allí desarrolló un importante trabajo en defensa de la Revolución Bolivariana, impulsada por Hugo Chávez.
Serra fue asesinado en 2014, en su casa de Caracas. Como uno de los autores principales del crimen, estuvo involucrado Edwin José Torres Camacho, funcionario de la Policía Metropolitana de Caracas. En el hecho también pereció su compañera sentimental María Herrera Sequera.
Al inicio de las investigaciones, el gobierno de Nicolás Maduro, afirmó la teoría que dicho crimen fue ejecutado por «sicarios colombianos enviados por Álvaro Uribe», quién posteriormente rechazó las declaraciones del mandatario venezolano.
En 2020, el Tribunal 6° de Juicio sentenció a Torres Camacho a 30 años de prisión, junto a Carlos Enrique García Martínez, por homicidio agravado. Por ser coautores del delito, también fueron condenados a 30 años de prisión: Jaime Padilla y Leiver Padilla Mendoza «El Colombia». Aparte, también resultaron culpables seis implicados más, quienes fueron condenados a 9 años y 6 meses de prisión.

## Biografía
Serra nació en la ciudad de Maracaibo, pero creció en Catia. Fue líder estudiantil del chavismo. Formó parte de la Comisión Presidencial del Poder Popular Estudiantil, con responsabilidad directa sobre los estados Anzoátegui, Zulia y Falcón; de allí fue nombrado responsable de la juventud del Partido Socialista Unido de Venezuela (PSUV) en Caracas, para el año 2007.
Después de esta experiencia, fue llamado por el ministro Tareck El Aissami, quien le ofreció la oportunidad de conformar equipo a fin de articular a la juventud del PSUV con su ministerio, trabajando el tema de la inseguridad, bajo el programa Mil Veces Juventud.
En noviembre de 2009, se midió en sus primeras elecciones populares para el Congreso Fundacional del Partido Socialista Unido de Venezuela, siendo electo como el número 7 de Caracas de entre 13 puestos a ocupar, punto de partida para enfrentarse nuevamente a las elecciones internas del PSUV, para candidatos a diputados de la Asamblea Nacional, donde obtuvo el puesto principal en el circuito 2 de Caracas, siendo el diputado electo más joven de la historia de Venezuela.

## Asesinato
En la medianoche del 1 de octubre de 2014, el cuerpo sin vida de Serra fue encontrado en su inmueble, ubicado en La Pastora, Caracas. Su cuerpo presentaba alrededor de cincuenta puñaladas en el tórax, además de estar maniatado y amordazado. Junto a él se encontraba María Herrera, quien también fue hallada exánime. Su parentesco difiere de acuerdo con sus allegados, algunos ratifican que ambos tenían un amorío, mientras que otros alegan que Serra solamente era su padrino de santería. El 2 de octubre, el ministro para las Relaciones Interiores, Justicia y Paz, Miguel Rodríguez Torres, brindó algunas presunciones acerca del hecho, e indicó que:
«Inferimos que no se trata de un hecho azaroso. Estamos en presencia de un homicidio intencional, planificado, ejecutado con gran precisión [...]. Sin duda su muerte obedeció a una macabra encomienda».
En un artículo publicado en PanAm Post, la periodista venezolana Thabata Molina afirmó sin presentar argumentos de su afirmación que: «El asesinato de Robert Serra fue una venganza de uno de sus amantes, Edwin Torres, ex funcionario de la PNB»; calificándolo de un supuesto crimen pasional, comparándolo con «25 mil homicidios que ocurrieron en Venezuela durante ese año». Extraoficialmente se dice que Serra era presuntamente homosexual, aunque esto no ha sido confirmado por ninguno de sus familiares ni cercanos, sin embargo, según detractores del gobierno, Nicolás Maduro lo habría convertido en un supuesto «show mediático» para jugar con el «sentimentalismo» de la población. De acuerdo a El Nuevo Herald, existen presuntos documentos policiales, acerca del asesinato, que muestran a Serra y Torres envueltos en una supuesta «relación sentimental», mientras afirman que personas del entorno de Serra corroboran las amenazas recibidas por Torres.

El asesinato de Robert Serra fue una venganza. Reprochable, como cualquiera de los 25 mil homicidios que ocurrieron en Venezuela el año pasado. No hubo tal conspiración política, ni grupo paramilitar con ansias de desestabilizar o causar conmoción en la población venezolana(...) Pero el Gobierno de Nicolás Maduro necesitaba llevar el tema más allá. Sacarle el máximo provecho y convertirlo en un show que apelara al «sentimentalismo», como lo hacen con todos sus muertos «importantes».
PanAm Post, Thabata Molina (Artículo completo)

En junio de 2015, Julio César Vélez, exconcejal de Cúcuta por el Partido de la U, es capturado en Venezuela por sospechas de ser el instigador del asesinato de Robert Serra. El hombre es también sospechoso para la justicia colombiana, del asesinato de su mujer varios años antes. Tomando mayor fuerza la teoría de que fue un asesinato por encargo desde Colombia, donde lamentablemente no solo murió Robert Serra si no también su compañera sentimental María Herrera.

### Respuesta del gobierno y principal teoría en este hecho
El 17 de octubre de 2014, había siete presuntos implicados en la muerte de Serra. Asimismo, el presidente Maduro elucidó que los autores materiales del crimen recibieron una cantidad de 500 000 USD y que el 75% se le otorgó a «El Colombia», un supuesto líder paramilitar. A finales de octubre, Maduro reveló los nombres de los presuntos implicados: Leiver Padilla Mendoza, más conocido por su seudónimo «El Colombia»; Jhonny José Padilla, alias «El Oreja» y Hemer Ignacio Fariñez Palomino, apodado «El Herme». Por otra parte, proporcionó fotografías de estos con el fin de obtener información acerca de su paradero y también para su pronto apresamiento. De acuerdo con sus declaraciones, el caso quedó «parcialmente resuelto», sin embargo, todavía quedaban tres fugitivos. Uno de los nueve homicidas se entregó de manera voluntaria.

### Teorías conspirativas acerca de su muerte
En su inhumación, el presidente Nicolás Maduro emitió diversos comentarios acerca de los presuntos causantes de su muerte:
«Los autores intelectuales, estoy más que seguro están fuera del país, por las informaciones que manejo, apuntan hacia Colombia y la banda de criminales que ha dirigido toda la vida el expresidente Álvaro Uribe»
Por otro lado mencionó que los criminales estaban patrocinados por el Gobierno de los Estados Unidos, a quien consideró «autor intelectual» del hecho. En respuesta a las incriminaciones de Maduro, el expresidente Uribe negó rotundamente haber participado en el homicidio, asimismo dilucidó: «La dictadura matona me acusa de asesinato y sus colegas ideológicos de tortura telefónica a integrante de colectivo».

### Condena a implicados
A mitad de 2020, el Tribunal 6° de Juicio sentenció a Edwin José Torres Camacho y Carlos Enrique García Martínez (ambos funcionarios de la policía de Caracas), a 30 años de prisión por la comisión de los delitos de homicidio agravado (…) «en perjuicio del ciudadano Robert Serra» y de su asistente y compañera sentimental María Herrera, a quien mataron junto al diputado, el mismo día. Por ser coautores del delito, también fueron condenados a 30 años de prisión: Jaime Padilla y Leiver Padilla Mendoza «El Colombia». Aparte, también resultaron culpables: Erick Ricardo Romero Arteaga, Raidel Jesús Espinoza Flores, Wuadid Pacheco Pacheco y Danny Enrique Salinas Quevedo; al igual que las ciudadanas Yumelis Elena Meregote Pereira y Neira Palomino Anaya. Fueron condenados a 9 años y 6 meses de prisión.

## Funeral y honores póstumos
Los restos de Serra fueron velados en capilla ardiente en la Asamblea Nacional y sepultados el 3 de octubre de 2014, en el Cementerio General del Sur. Eh honor a su memoria, se le asignó su nombre a un centro de jóvenes en La Pastora: La Casa de la Juventud y la Memoria «Robert Serra». Corresponde a una edificación que fue la primera aduana de Caracas. Se constituyó en un centro comunitario de actividades culturales, formación de jóvenes, recitales de poesía y actividades musicales. La casa cuenta además con una galería de arte, donde se han realizado exposiciones de distintas artistas, incluyendo a Francisco Rada. También en Maracaibo, hay una institución llamada EBN Robert Serra, en honor al político. Aparte, el presidente Nicolás Maduro creó la Misión Robert Serra, en 2014, en su honor.